# 장르만 여의도
《장르만 여의도》는 대한민국 JTBC 유튜브 채널에서 평일 오전 11시에 방송되는 JTBC의 유튜브 정치 시사 경제 토크쇼 프로그램이다.

## 개요
2023년 11월 13일 첫방송된 JTBC의 유튜브 정치 · 시사 토크쇼 프로그램. JTBC와 방송인 정영진이 협업하여 선보이는 프로젝트로, 2024년 총선 선거 방송의 일환으로 기획되었다. 신생 채널임에도 불구하고 빠르게 성장해 첫방송 한달만에 구독자 2만명을 달성했다. 현재는 20만대
평일 오전 11시에 생방송을 진행하며, 장르만 여의도 유튜브 채널을 통해 방송된다.

## 진행자
- 정영진

## 구성
- 장르만 인터뷰
- 장르만 브리핑
- 마우스복싱

## 같이 보기
- JTBC